# Ría de Arosa
La ría de Arosa (en gallego ría de Arousa) es la mayor de las rías de Galicia. Forma parte de las rías Bajas y está situada entre la ría de Muros y Noya al norte y la ría de Pontevedra al sur. Las penínsulas del Barbanza (provincia de La Coruña) y del Salnés (provincia de Pontevedra) delimitan sus costas por el norte y el sur, respectivamente.

## Geografía
Es la ría de mayor extensión de Galicia, aunque no es la que alcanza mayores cotas batimétricas con  sus 69 metros de profundidad máxima en la bocana. Tiene numerosas islas e islotes entre las que destacan la isla de Arosa, La Toja (con un famoso balneario y diversos hoteles de hasta 5 estrellas), Sálvora en la bocana y Cortegada en la cabecera. Los ríos principales que desembocan a ella son el río Ulla en su cabecera y el río Umia en la ensenada que forma la península de El Grove con la costa de Cambados. En su zona ocurrió la tragedia del vapor Santa Isabel.
Las poblaciones ribereñas más importantes son Riveira, Puebla del Caramiñal, Boiro y Rianjo en el norte y Villagarcía de Arosa, Villanueva de Arosa, Cambados y El Grove en el sur, y Arosa en la isla homónima.
La zona norte, correspondiente a la provincia de La Coruña, es relativamente escarpada, con la sierra del Barbanza próxima a la costa. Las playas toman profundidad a los pocos metros de la orilla, formándose bancos arenosos en las ensenadas interiores.
La zona sur, correspondiente a la provincia de Pontevedra, es zona de aluvión, donde desemboca el río Umia. La característica de la costa es su poca profundidad, con formación de extensos bancos de arena, donde se cultivan numerosos bivalvos arenícolas como la almeja o el berberecho. Los bancos más conocidos son el de Sarrido perteneciente al delta del río Umia y los Lomos del Ulla pertenecientes al delta del río homónimo. Esta zona sur es relativamente llana hasta llegar a la sierra del monte Castrove, que la separa de la Ría de Pontevedra, y se caracteriza por parcelas de minifundio generalmente cultivadas con productos hortícolas (pimiento de Padrón, tomate, lechuga y leguminosas) o vid. La vid cultivada en la zona del Salnés es mayoritariamente uva blanca (variedades loureira, caíño blanco o treixadura, todas para la elaboración del famoso vino albariño), aunque también se cultiva uva tinta (variedades caíño tinto, hoja redonda,... para la elaboración del también conocido vino tinto barrantes. Existen también cultivos de uva rosada con la que se elabora un vino denominado catalán, muy dulce pero de mayor acidez.

## Biología
Su configuración física permite una elevada producción de fitoplancton, con un flujo marino característico, que hace que esta ría sea famosa por su riqueza marina, siendo la zona de mayor producción de mejillón de todo el mundo, cultivado en viveros flotantes característicos, llamados bateas. Además de la conocida producción marisquera de esta ría, la pesca es abundante aunque la contaminación y la sobreexplotación están reduciendo las capturas en los últimos años de forma alarmante, junto con nuevas centrales hidroeléctricas que cambian el caudal de los ríos (cambiando la salinidad) en especies como la sardina, bocarte, jurel, caballa y otras especies costeras.